# 穂積老人
穂積 老人（ほづみ の おきな）は、奈良時代の貴族。官位は従五位下・内蔵頭。

## 経歴
天平9年（737年）藤原四兄弟が相次いで没した後の8月に行われた叙位にて外従五位下に叙せられ、同年12月に左京亮に任ぜられる。天平18年（746年）内位の従五位下・内蔵頭に叙任されている。

## 官歴
『続日本紀』による。
- 時期不詳：正六位上
- 天平9年（737年） 8月28日：外従五位下。12月23日：左京亮
- 天平18年（746年） 4月22日：従五位下（内位）。9月19日：内蔵頭